# Lubomir Szopiński
Lubomir Szopiński ps. „Mirek”, „Luboś” (ur. 13 maja 1913 w Kościerzynie, zm. 5 listopada 1961 w Krakowie) – kaszubski muzyk, dyrygent, wiolonczelista i kompozytor. Więzień obozów Stutthof, Sachsenhausen i Gusen. Założyciel Towarzystwa Muzycznego w Kościerzynie, kierownik sopockiego polonijnego chóru „Lutnia”, kościerskiego Chóru św. Cecylii i chóru kaszubskiego, który rozbuduje się potem w Zespół Pieśni i Tańca Ziemi Kaszubskiej.

## Życiorys
Lubomir Szopiński urodził się 13 maja 1913 w rodzinie kupieckiej jako syn Aleksandra i Katarzyny z domu Weber. Edukację zaczął w szkole powszechnej, a następnie kontynuował ją w Państwowym Gimnazjum Klasycznym w Kościerzynie. Jako kilkulatek opanował czytanie nut. W gimnazjum, jako wiolonczelista, był członkiem orkiestry symfonicznej prowadzonej przez prof. Dawida Bruskiego. W 1934 roku przerwał naukę w kościerskim gimnazjum i wstąpił do Polskiego Konserwatorium Muzycznego Macierzy Szkolnej w Wolnym Mieście Gdańsku, gdzie jego nauczycielem został prof. Kazimierz Wiłkomirski. W dalszym ciągu mieszkał w Kościerzynie, gdzie w 1935 założył Towarzystwo Muzyczne, w ramach którego już dwa lata później powstała orkiestra symfoniczna (pod jego dyrekcją) oraz chór mieszany (pod dyrekcją T. Janeckiego). Równolegle Szopiński dyrygował kościelnym chórem „Św. Cecylia”, a w 1937 objął prowadzenie polonijnego chóru „Lutnia” w Sopocie.
8 września 1939 aresztowany przez władze niemieckie, które w listopadzie tego roku zesłały go do obozu koncentracyjnego w Stutthofie. Od kwietnia 1940 przebywał w obozie w Sachsenhausen, a po kolejnych dwóch miesiącach stał się więźniem obozu Mauthausen-Gusen. W czasie pobytu w obozach zajmował się zarówno tworzeniem chórów (liczących nawet 200 osób różnych narodowości) i orkiestr, a także komponowaniem. W tym czasie powstały utwory „Sen więźnia” do słów Zdzisława Karr-Jaworskiego, „Elegia” (słowa Gustaw Przeczek), „Dumka – Od Dunaju sinych fal” (słowa Władysław Kozaczkiewicz), „Pieśń o szczęściu”, „Pieśń o piosnce” (słowa Konstanty Ćwierk) oraz marsz Gusenowców „Dla nas słońce nie zachodzi” (słowa Władysław Wnuk).
Jesienią 1945 Szopiński wrócił do rodzinnej Kościerzyny, gdzie ponownie objął kierownictwo chóru „Św. Cecylia”. W 1947 przy chórze powstała sekcja tańca kaszubskiego oraz kaszubska kapela ludowa – zaczątek przyszłego „Zespołu Pieśni i Tańca Ziemi Kaszubskiej” (ZPiTZK), który w latach 50. dorównywał poziomem Państwowemu Zespołowi Ludowemu Pieśni i Tańca „Mazowsze”. Wobec niepowodzenia zabiegów zmierzających do przekształcenia go w zespół zawodowy (decyzją władz zespół zawodowy powstał na Górnym Śląsku – był to Zespół Pieśni i Tańca „Śląsk”), w 1950 Szopiński opuścił Kościerzynę i przeniósł się do Poznania, gdzie objął stanowisko kierownika i dyrygenta istniejącego do 1953 Chóru Rozgłośni Polskiego Radia w Poznaniu. W kwietniu 1955 został kierownikiem chóru w Ośrodku Instruktorów Artystycznych Centralnej Rady Związków Zawodowych (CRZZ) w Skolimowie, a w grudniu 1958 dyrygentem Chóru Polskiego Radia we Wrocławiu. Równolegle, od 1959 dyrygował również Akademickim Chórem Mieszanym Politechniki Wrocławskiej.
Zmarł 5 listopada 1961 w Instytucie Onkologii w Krakowie. Pochowany 9 listopada 1961 na cmentarzu w Kościerzynie.
Patron ulic w Gdańsku i Kościerzynie.